# Acacías
Acacías é um município da Colômbia, localizado no departamento de Meta.